# Кушлар (Габалинский район)
Кушлар (азерб. Quşlar) — село в Габалинском районе Азербайджана.

## География
Село расположено на реке Карасу, на расстоянии 30 км юго-западнее районного центра Габалы.

## Топонимика
Название села восходит к тюркоязычным карагуннам. Одноимённое село, расположено и в Кюрдамирском районе Азербайджана.

## История
«Камералное описание жителей города Нухи и Шекинской провинции за 1824 год» приводит информацию о том, что население Кушлара состоит из выходцев (1774 год) из Карабаха и Ширвана, расселённых предками Сеид Мамед-бека.

## Население
По сведениям «Кавказского календаря» на 1856 год  большинство населения — «татары» (азербайджанцы, село Кушларъ Кабалинского магала), религиозный состав — мусульмане-сунниты, язык жителей — «татарский» (азербайджанский).
В статистических данных 1910 года, указывается селение Кушляръ (54 дыма, 112 мужчин и 103 женщины). Жители обозначаются как «татары» (азербайджанцы).
Согласно Кавказскому календарю, в 1911 году население составляло 240 человек, большинство составляли азербайджанцы (указаны как «татары»).
Согласно результатам Азербайджанской сельскохозяйственной переписи 1921 года, Кушляр Гаджалинского сельского общества Арешского уезда Азербайджанской ССР населяли 214 человек (37 хозяйств), преобладающая национальность — тюрки-азербайджанцы.
По материалам издания «Административное деление АССР», опубликованным в 1933 году Управлением народно-хозяйственного учёта Азербайджанской ССР (АзНХУ), на 1 января 1933 года село Кушлар являлось центром Кушларского сельсовета Куткашенского района Азербайджанской ССР. Население 257 человек (52 хозяйства), из них 150 мужчин и 107 женщин. Население всего сельсовета (Бейли, Чайлы, Дизахлы, Саргаджиллы, Савалан, Тесик, Тюркмен) на 91,5 % состояло из тюрков (азербайджанцев).
По состоянию на 1977 год численность населения Кушлар составляла 666 человек. Были развиты зерноводство, табаководство, животноводство. Имелись школа-восьмилетка, клуб, библиотека, медицинский пункт, узел связи.